# Reiter Bach
Der Reiter Bach, auch Reiterbach oder  Berndorfer Bach, ist ein Bach im nördlichen Flachgau und im Innviertel in Salzburg bzw. Oberösterreich. Er ist ein linker Nebenfluss der Mattig.

## Geographie

### Verlauf
Der Reiter Bach entspringt südwestlich von Hub (Gemeinde Seeham) und wendet sich zunächst Richtung Norden. In seinem weiteren Verlauf passiert er in südwestlicher Richtung den Weiler Wilhelmsed (Gemeinde Berndorf). Hierbei tritt der noch kleine Bach bereits in die Gemeinde Berndorf bei Salzburg ein. Südlich des Weilers Strauchmühle (Gemeinde Berndorf) mündet der südwestlich kommende Egger Bach von links ein. Der Bach fließt weiterhin nördlich und nimmt kurz vor dem Gemeindezentrum von links den von Schwandt (Gemeinde Berndorf) kommenden Schwandlbach auf. Südlich des Gemeindezentrums befindet sich das Flurholz, ein Überschwemmungsgebiet mit einer Geschiebesperre, das das Ortszentrum von Berndorf vor Hochwassern schützen soll. Der Reiter Bach durchfließt zunächst von Süden nach Norden das Gemeindezentrum von Berndorf bei Salzburg und wendet sich dann leicht nach Nordosten, wo er die Grenze zwischen Salzburg und Oberösterreich passiert. Hier fließt von rechts der Wendlbergbach, von dem Weiler Wendlberg (Gemeinde Berndorf) kommend, zu. Nun erreicht der Bach das Ortszentrum von Perwang am Grabensee, wo er eine Brücke nahe der Statue des heiligen Leopold, des Landespatrons von Oberösterreich, unterquert. Der Reiter Bach ändert seine Fließrichtung nun nach Osten, bis er das Gemeindegebiet von Palting erreicht. Westlich des Ortszentrums von Mundenham mündet der Reiter Bach dann mit einer Länge von 10,4 km von links in die Mattig.

### Zuflüsse
- Egger Bach (links), südlich des Weilers Strauchmühle (Gemeinde Berndorf)
- Schwandlbach (links), südlich des Gemeindezentrums von Berndorf
- Wendlbergbach (rechts), bei Mittermühl (Gemeinde Berndorf) an der Grenze zwischen Oberösterreich und Salzburg

### Einzugsgebiet
Südwestlich der Quelle des Reiter Bachs entspringt der Pfarrgrabenbach, der über den Obertrumer See ebenfalls zur Mattig entwässert. Nördlich am Haunsberg entspringen der Steinbacher Bach, der Irlachgraben und der Kletzlbergbach, die alle in die Oichten münden, welche anschließend zur Salzach entwässert. Im Süden entspringt der Heminger Graben, der nur wenig unterhalb der Mündung des Reiter Bachs ebenfalls in die Mattig mündet.

## Wasserführung
Der mittlere Abfluss am Pegel Elexlochen beträgt 0,26 m³/s, was einer Abflussspende von 21,7 l/(s·km²) entspricht. Der Reiter Bach weist ein ausgeglichenes sommerpluviales Abflussregime auf mit dem Maximum des mittleren Monatsmittels im März (0,42 m³/s) und Minima im Mai (0,18 m³/s) und Oktober (0,17 m³/s).

## Hochwasserschutz in Berndorf bei Salzburg
In den Jahren 2014 und 2016 erlitt vor allem das Ortszentrum von Berndorf bei Salzburg gleich zweimal massive Hochwasserschäden. Die Vorgabe des Hochwasser-Schutzprojektes der Wildbachverbauung war der Schutz von Siedlungsgebiet im Ortszentrum vor einem 100-jährigem Hochwasser. Unterstützt wurde Berndorf dabei von den Gemeinden Perwang am Grabensee, Palting, Jeging und Lochen am See. Die Kostenverteilung ergab 60 Prozent für den Bund, 25 Prozent Gemeinde Berndorf (mit oberösterreichischen Nachbargemeinden) und 15 Prozent für das Land Salzburg. Die Errichtung für die zwei Rückhaltebecken mit einem insgesamten Volumen von ca. 160 000 Kubikmetern betrugen rund 1,85 Millionen Euro. Mit betroffenen Grundbesitzern wurde vereinbart, dass insgesamt 7,5 Hektar an landwirtschaftlichen und forstwirtschaftlichen Flächen zur Verfügung gestellt werden müssen. Die Bauzeit betrug 2 Jahre und 2 Monate. Seit Oktober 2019 ist die Hochwasserschutzanlage fertig und kann von Gemeindebürgern besichtigt werden.